# Михаило Дуњић
Михаило Дуњић (Чачак, 29. март 1874 - Шабац, 8. август 1937) био је српски лекар, специјалиста хирургије, учесник Балканских ратова и Првог светског рата, санитетски потпуковник, управник шабачке болнице од 1920. до 1936. године.

## Биографија
Михаило Дуњић рођен је у Чачку 29. марта 1874. године. Оновну школу завршио је у Крушевцу, а гимназију у Чачку. Након заршене гимназије уписује и завршава у року Филозофски факултет у Београду, где је неко време био асистент на предмету Ботаника. Као државни питомац уписао се 1897. године на Медицински факултет у Грацу, где је и докторирао 1903. године. Хирургију је специјализирао у Берлину.

## Повратак у Србију
По повратку са студија у Србију ступио је у војну службу и по указу Министарства унутрашњих дела постављен је 21. јуна 1903. године за лекара среза звишког, округа пожеревачког. Недуго затим, 7. септембра 1903. године добија чин резервног санитетског поручника. Након две године, 8. марта 1905. године постављен је за лекара среза голубачког, округа пожаревачког. Крајем априла 1906. године постављен је за лекара среза посаво-тамнавског.

## Развој хирургије у Шапцу
Актом министра унутрашњих дела у Шабачкој окружној болници 1906. године основано је Хируршко одељење, које је у почетку имало две собе са по 16 кревета, операциону салу и превијалиште. У скученом простору и са малобројним болничким особљем Михаило Дуњић одмах се дао у набавку најнеопходнијих инструмената, стерилизатора и операционог рубља. Као веома одговоран човек, он је о свом раду поднео писани извештај министру унутрашњих дела. Извештај је објављен у часопису Српски архив за целокупно лекарство 1907. године. Наредних година др Дуњић радио је све више и успешније. Повећавао се број операција и побољшавала њихова структура, па је ово одељење постало веома угледно у Србији. За шефа Хируршког одељења окружне болнице у Шапцу постављен је 16. августа 1910. године.

## Балкански ратови и Први светски рат
За време Првог балканског рата био је хирург Дринске дивизије првог позива, а за време Другог балканског рата био је шеф Хируршког одељења сталне војне болнице у Битољу.
За време Првог светског рата био је командир завојишта Дринске дивизије првог позива, где се борио за животе тешких рањеника и тифусара. Заједно са болницом повлачи се преко Албаније све до Крфа где је основао прву савезничку болницу. На Солунском фронту у Бањици код Солуна био је командант болнице Прве армије.

## Управник шабачке болнице
Након завршетка рата, као санитетски мајор враћа се у Шабац. Почетком јануара 1920. године Михаило Дуњић поставњен је за управника шабачке болнице.
Краљ Александар I Карађорђевић, а на предлог Министра Војске и Морнарице Петра Пешића, унапредио је у чин санитетског потпуковника Михаила Дуњића 10. марта 1924. године.
Својим несебичним залагањем допринео је да Шабац добије још један здравствени објекат, који је пред Други светски рат подигнут, а за време рата довршен и усељен.
Управник шабачке болнице био је све до 1936. године.

## Летњиковац Друштва за чување народног здравља у Шапцу
Михаило Дуњић је био један од оснивача и председник Друштва за чување народног здравља. Захваљујући њему, друштво је у близини Шапца изградило летовалиште за сиромашну децу. Летњиковац је отворен 1921. године и имао је три бараке са 70 кревета, трпезарију, купатила са кадама и тушевима. Из године у годину друштво је проширивало делокруг свога рада и увећавало број својих чланова, а у летњиковцу је сваке године било све више деце.
Михаило Дуњић је био веома образован. Говорио је и писао на намачком, француском и енглеском језику, а читао и преводио се грчког и латинског језика. То му је омогућило да прати страну литературу и да се усавршава. Учествовао је на свим стручним састанцима: Првом конгресу српских лекара и природњака одржаном у Београду од 5. до 7. септембра 1904. године, Први састанак српских хирурга 1907. године, Први југословенски састанак за оперативну медицину 1911. године, као и на свим конгресима југословенских хирурга до 1937. године.
Поред професионалног рада, био је велики добротвор и друштвени радник. Био је стални члан Српског лекарског друштва, основао је летњиковац за сиромашну децу у Шапцу, био је иницијатор подизања нове болнице у Шапцу, оснивач и дугогодишњи председник Друштва за чување народног здравља, један од оснивача Шабачке библиотеке и читаонице, иницијатор покрета за савремено и хигијенско уређење градова, бавио се здравственим просвећивањем у Посавини и Подрињу, помагао је руске избеглице из 1917. године.
Био је потпредседник Радикалне странке, па опозициони радикал, а пропали покушај стварања Југословенске радикалне заједнице одвео га у превремену пензију.
За дугу и савесну службу одликован бројним високим домаћим и страним одликовањима.
Михаило Дуњић је преминуо 8. августа 1937. године у Шапцу у 63. години живота. Сахрањен је на Доњошорском гробљу у Шапцу.

## Одликовања

### Домаћа
- Орден Белог орла V степена
- Орден Светог Саве V степена
- Крст милосрђа
- Орден Југословенске круне III реда
- Златна медаља за ревносну службу
- Орден Светог Саве III степена
- Албанска споменица
- Споменица на рат 1912.
- Споменица на рат 1913.
- Споменица ратова 1914-1918.

### Страна
- Орден Светог Станисалава II степена